# Cónclave de 1471
El cónclave llevado a cabo entre el 6 y el 9 de agosto de 1471 resultó en la elección de Sixto IV después de la muerte del papa Paulo II. A excepción de los cónclaves del Cisma de Occidente, este fue el primero desde 1305 que contó con una mayoría de dos tercios de italianos dentro del Colegio Cardenalicio, en gran parte por la ausencia de seis cardenales no italianos, debido en parte a lo inesperado de la muerte del predecesor en la silla de San Pedro.

## Elección
Las dos facciones principales eran las de d'Estouteville y Orsini. Este último se aseguró una importante victoria antes del cónclave al conseguir persuadir al resto del Colegio para que excluyera a los cardenales creados por Paulo II in pectore, en explícito desafío a la última voluntad del anterior pontífice. Paulo II había creado al menos ocho cardenales en secreto, de los cuales al menos cinco estaban vivos en el momento del cónclave: Pedro Ferriz, Pietro Foscari, Giovanni Battista Savelli, Ferry de Clugny y Jan Vitez.
Al comienzo del cónclave se redactó una capitulación, pero inusualmente no contenía limitaciones explícitas al poder papal, excepto la de continuar la guerra de las Cruzadas contra los turcos.  Las facciones mencionadas pueden denominarse más específicamente como los "Pieschi" (principalmente las creaciones de Pío II) y los "Paoleschi" (principalmente las creaciones de Paulo II).
Al igual que en los cónclaves inmediatamente anteriores, Besarión se erigió en el primer favorito, con seis votos en el segundo día, los de d'Estouteville, Calandrini, Capranica, Ammanati-Piccolomini, Caraffa y Barbo; d'Estouteville quedó por detrás con los votos de Besarión, Gonzaga y Monferrato, así como Forteguerri con los votos de Orsini, Eruli y Agnifilo; Orsini obtuvo los guiños de Della Rovere y Michiel; Roverella de Borgia y Zeno; Eruli de Forteguerri y Calandrini de Roverella. Los viejos argumentos contra Besarión, a saber, que era un no italiano, que además sería inaceptable para los príncipes de Francia, volvieron a prevalecer.
Los resultados de las votaciones se conocen con especificidad gracias a las notas de Nicodemo de Pontremoli, enviadas al duque de Milán Galeazzo María Sforza, actualmente preservadas en el Archivo de Estado de Milán.  Los principales favoritos en los escrutinios posteriores fueron (cronológicamente) Calandrini, Forteguerri y Roverella.
De los candidatos favoritos de Sforza, Della Rovere era el más elegible, por lo que Gonzaga y Borja presionaron a favor de él entre bastidores, mientras disimulaban sus intenciones votando a otros hasta la mañana del 9 de agosto, cuando junto con d'Estouteville y Barbo cambiaron sus votos a Della Rovere en el acceso, dándole un total de 13 votos. Los cardenales que votaron a Della Rovere en el escrutinio fueron: Monferrato, Zeno, Michiel, Agnifilo, Roverella, Forteguerri, Besarión, Calandrini y Orsini. En contra de la tradición perenne, los cinco cardenales restantes no cambiaron sus votos a Della Rovere en el accessus para que la elección fuera "unánime".

## Lista de cardenales del Colegio cardenalicio (1471)

### Cardenales presentes
Al cónclave asistieron 18 de los 25 cardenales que había en ese momento:
- Basilio Besarión, decano del Colegio Cardenalicio y patriarca latino de Constantinopla
- Guillaume d'Estouteville, arcipreste de la Basílica Liberiana
- Latino Orsini
- Rodrigo de Borja, cardenal protodiácono y obispo de Urgel
- Marco Barbo, patriarca de Aquilea
- Filippo Calandrini
- Angelo Capranica
- Berardo Eroli, obispo de Spoleto
- Niccolò Fortiguerra
- Bartolomeo Roverella, arzobispo de Rávena
- Jacopo Piccolomini-Ammannati
- Oliverio Carafa, arzobispo de Nápoles
- Amico Agnifili
- Francesco della Rovere, cardenal presbítero de San Pedro Encadenado
- Francesco Gonzaga
- Teodoro Paleólogo di Montferrato
- Giovanni Battista Zeno
- Giovanni Michiel

### Cardenales ausentes
Siete cardenales no participaron en las elecciones, entre ellos cuatro franceses, un español, un italiano y un inglés:
- Jean Rolin
- Alain de Coëtivy
- Luis de Milá y de Borja
- Jean Jouffroy
- Thomas Bourchier, arzobispo de Canterbury
- Jean de la Balue, legado papal en Francia
- Francesco Todeschini-Piccolomini, legado papal en Alemania